# Josef Slavík (poslanec Říšské rady)
Josef Eugen Slavík (8. července 1848 Úhřetice – 22. července 1916 Sedmihorky) byl rakouský politik z Čech, v 2. polovině 19. století poslanec Říšské rady a starosta Mladé Boleslavi.

## Biografie
Narodil se v Úřeticích na Chrudimsku (dnes Úhřetice). Jeho otec tam vlastnil statek a byl činný ve vlasteneckých kruzích. Vychodil obecnou školu v rodišti, pak gymnázium v Litomyšli, které dokončil ropku 1869. V roce 1874 byl na Karlo-Ferdinandově univerzitě v Praze promován na doktora práv. Pak pracoval na soudní a advokátní praxi v Chrudimi a Mladé Boleslavi. V Boleslavi se následně trvale usídlil a od roku 1875 tu spravoval mlýn. Angažoval se v Spolku mlynářů českoslovanských. Byl předsedou obecní spořitelny a okresní hospodářské jednoty. Zasadil se o vznik hospodářské školy v Boleslavi. Byl zvolen do městské rady v Mladé Boleslavi a zastával i post starosty Mladé Boleslavi. Starostou města byl zvolen roku 1901 jako kandidát staročechů. Byl předákem staročeské strany v tomto městě. Při volbě těsně porazil mladočeského kandidáta Bohumila Matouška.
Působil i jako poslanec Říšské rady (celostátního parlamentu Předlitavska), kam usedl ve volbách roku 1885 za kurii venkovských obcí v Čechách, obvod Chrudim, Nasavrky atd. Ve volebním období 1885–1891 se uvádí jako Dr. Josef Slavík, doktor práv, bytem Mladá Boleslav.
Na Říšské radě se přidal k Českému klubu, který od konce 70. let sdružoval staročechy, mladočechy, českou konzervativní šlechtu a moravské národní poslance. Sám byl členem staročeské strany a zasedal v jejím výkonném výboru. Byl též předsedou správního výboru tiskařského podniku Politika, který vydával staročeská periodika.
Zemřel na ochrnutí srdce na letním pobytu v Sedmihorkách v červenci 1916.